# Cirkumpolar
Cirkumpolar er et begreb, der grundlæggende betyder at noget går eller findes "rundt om polen". Det benyttes indenfor områderne biologi og astronomi.

## Biologi
Når det siges om en art, at den har en cirkumpolar udbredelse, betyder det, at den findes fra Nordnorge over Lapland, det nordlige Rusland og det nordlige Sibirien til Alaska, Nordcanada og Grønland – altså hele vejen rundt om Nordpolen.

### Eksempler på cirkumpolare planter
- Bjerg-Kattefod (Antennaria alpina)
- Dværg-Birk (Betula nana)
- Busk-Potentil (Potentilla fruticosa)

## Astronomi
I astronomien kaldes en stjerne cirkumpolar, hvis den (set fra et givet iagttagelsessted på Jorden) er så nær himmelpolen at den aldrig står op eller aldrig går ned, men bevæger sig rundt om himmelpolen. Med denne terminologi er en stjerne cirkumpolar fra Danmark (56° nordlig bredde) hvis dens deklination er mindst +34°. Store Bjørn med Karlsvognen er et af flere cirkumpolare stjernebilleder.
Hvis vi fortsat tager 56. breddegrad som udgangspunkt, er en stjerne med deklination mellem -34° og +34° kun synlig i visse perioder, mens en stjerne med en sydligere deklination end -34° aldrig kan ses fra dette geografiske sted.